# Сансуси
Сансуси (фр. sans souci, „без бриге“) је чувена рококо палата изграђена у периоду 1745—1747, у близини града Потсдам, у Немачкој. Градњу је наредио Фридрих Велики, краљ Пруске, и лично је давао сугестије током изградње. Архитекта је био Георг Венцеслаус фон Кнобелсдорф. 
Палата Сансуси се угледа на Версај, али је доста мања и интимнија, замишљена као прибежиште за краљев одмор. Позната је по терасастим вртовима, стакленицима и мањим маштовитим грађевинама (фонтане, кинеске куле, храм пријатељства). 
У палати је често боравио филозоф Волтер. Једна од просторија носи његово име. 
Тело Фридриха Великог је сахрањено у парку овог дворца 1990, како је и била његова жеља.